# Валер, Симона
Симона Валер (фр. Simone Valère), настоящее имя Симона Жаннин Гондольф (фр. Simone Jeannine Gondolf; 2 августа 1921 года — 11 ноября 2010 года) — французская актриса театра и кино. Участвовала в движении возрождения театра после войны вместе со своим коллегой Жаном Десайи, который позже стал её мужем.

## Биография
Симон Валер родилась 2 августа 1921 года в Париже. О своем детстве актриса вспоминала с ностальгией и горечью. Её мама воспитывалась в спокойной, но строгой и религиозной обстановке. В своё время, эта благовоспитанная мадемуазель влюбилась и вышла замуж за странного парня, красивого и смелого, которого Симон позже описывала как «хиппи раньше срока». Молодой человек писал статьи для анархической газеты «Ле либертэр».
После развода родителей Симон большую часть своей юности провела у своей тети, мадам Лафренн (сестры ее отца), в Арнувиле, на улице Бордо. Она училась в женской школе в районе Гар (ныне школа Казанова). В 17 лет она впервые снялась в кино. В 1942 году она дебютировала в театре Эберто в пьесе «Мадемуазель Бурра», действие которой происходит в деревне Валер. Она берет это имя как псевдоним. Затем она сыграла в спектакле «Девушка, которая знала» Андре Аге на сцене театра «Буфф-Паризьен».
Симона Валер познакомилась с Жаном Десайи на съемках фильма Луи Дакена «Путешественник из Туссена» (выпущенного в 1943 году) в 1942 году , когда он был резидентом Комеди-Франсез и был женат на Николь Десайи (псевдоним Жинетт Николя).
В 1946 году она вместе с ним присоединилась к компании Renaud-Barrault. Там она исполнила роли по произведениям Шекспира, Кафки, Мариво, Жироду, пройдя через Мольера, Ионеско и создав «Парижанку» Оффенбаха.

### Карьера в театре
Большую часть своей карьеры она провела играя в театре, чаще всего со своим мужем Жаном Десайи. Наряду с Мадлен Рено и Жаном-Луи Барро эти два актера являются одной из самых известных пар во французском театре. Симона Валер и Жан Десайи 450 раз исполнили свою любимую пьесу Андре Руссена «Любовь фу или премьера-сюрприз» и поставили свой талант на службу величайшим драматургам, включая Мольера («Мизантроп», «Амфитрион», «Фурбери де Скапен»), Шекспира («Как вам это понравится» — она играет Розалинду), («Гамлета» — она играет Офелию), Чехова («Вишнёвый сад»), Бомарше («Женитьба Фигаро»), Клодель («Атласный башмачок»).
После распада компании Renaud-Barrault в результате событий мая 1968 года Симона Валер и Жан Десайи решили работать самостоятельно и создали компанию Valère-Desailly. Сначала они взяли на себя управление Театром Эберто (1973—1976), где она ставила пьесы Ф.С. Фицджеральда, Шоу, Руссена, Клоделя, Беккета, а также поэтические спектакли: «Портрет Пеги», «Портрет Лафонтена».
Затем они руководили Театром Эдуарда VII, где в течение двух сезонов неустанно отстаивали дорогой им репертуар, от Жана Жироду с «Амфитрионом 38» до Генрика Ибсена с «Врагом народа».
В 1978 году она сыграла в Театре Мариньи в «Кошмаре Беллы Мэннингем» Фредерика Дара в постановке Робера Оссейна.
В 1980 году они переехали в Театр Мадлен. В частности, они играли вместе в спектаклях «Мышьяк и старые кружева» Кессельринга, «Пор-Рояль» Монтерлана, «Вишневый сад» Чехова и «Долгое путешествие в ночь» Юджина О'Нила. Именно там в 2001 году они отпраздновали на сцене свое шестидесятилетие, сыграв стареющую пару в «Доме на озере» Эрнеста Томпсона. Они сохраняли договор аренды до 2002 года.

### Карьера в кино
Сдержанная красота и истинно парижское очарование Симоны Валер, тонкость ее юмора и точность ее игры не ускользнули от внимания режиссеров. Впервые она появилась на экране в возрасте семнадцати лет в четырёх фильмах, вышедших в 1941 году: «Аннет и блондинка» Жана Древиля, «Мадемуазель Бонапарт» Мориса Турнёра, «Последний из шести» Жоржа Лакомба и «Первое свидание» Анри Декуэна.
Она сыграла главные роли в фильмах «Путешественник из Туссэн» (1942) Луи Дакена, «Манон» (1948) Анри-Жоржа Клузо, «Красота дьявола» (1950) Рене Клера, затем продолжила свою карьеру в кино, сыграв второстепенные роли в фильмах «Большие маневры» (1955) Рене Клера, «Жерминаль» (1962) Ива Аллегре, «Один фильм» (1971) Жан-Пьера Мельвиля, «Убийство Троцкого» (1972) Джозефа Лоузи.
Она снялась с Жаном Десайи в нескольких фильмах: «Путешественник из Туссента» Луи Дакена (1943) (в реальной жизни они ещё не были парой), «Месть Роже Позорного» Андре Кайатта (1946), «Жослин» Жака де Казембрута (1952) (экранизация романтической драмы Ламартина), «Большие манёвры» Рене Клера (1955) (где, однако, у них не было совместных сцен), «Кавалер д'Эон» Жаклин Андри (1959) (в образах Людовика XV и Помпадур), «Годовщина Бака» Мориса Дельбеса и Жозе-Андре Лакура (1964) (где они образовали родительскую пару), «Францискинка из Буржа» Клода Отана-Лара (1967), «Убийство Троцкого» Джозефа Лоузи (1972) (где они муж и жена).
В последний раз она появилась на экране в 1988 году в фильме «Ночная команда» Клода д'Анна.

### Карьера на телевидении
Симона Валер появилась на экране в драматических телевизионных фильмах «Повторение или маленькая любовь» (1958) Жана-Поля Каррера и «Мегрэ и дама из Этрета» (1979) Стефана Бертена.

## Семья
Симона Валер познакомилась с актером Жаном Десайи в 1942 году на съемках фильма «Путешественник по Туссенте» (вышел на экраны в 1943 году), но именно во время гастролей компании Рено-Барро в Бразилии в 1950 году они навсегда соединили свои жизни, как в быту, так и на сцене. После 48 лет совместной жизни они поженились 9 февраля 1998 года в мэрии 6-го округа Парижа. Она решила не заводить детей из-за кочевого образа жизни, который вела ее семья. Однако у Жана Десайи есть две дочери от первого брака с актрисой Николь Десайи (урожденной Жинетт Николя). Жан Десайи умер 11 июня 2008 года.

Симона Валер скончалась утром 11 ноября 2010 года в Руанвиль-су-Дурдан, в Эсоне, в доме престарелых «Les Jardins de Roinville». Похоронена на кладбище в Вер-ле-Пти в Эсоне рядом с Жаном Десайи.